# Sunderner Hügel
Der Sunderner Hügel, im Niederdeutschen Sünnerske Hürbel genannt und auch eher unter diesem Namen bekannt, liegt in der Gemeinde Stemwede im Norden Nordrhein-Westfalens. Er ist bis zu   75,9 m ü. NN hoch.

## Lage
Der Hügel liegt zu ca. 95 % im Ortsteil Stemwede-Sundern und zu ca. 4 % im Ortsteil Arrenkamp, ein winziger Teil zählt zu Haldem. Der Sunderner Hügel liegt, wie auch der Stemweder Berg, der sich ca. drei Kilometer nördlich erhebt, in der Rahden-Diepenauer Geest.

## Landschaftsbild
Der Hügel verläuft schlauchförmig von Norden nach Süden: Er ist über 4 km lang, verfügt dagegen aber nur über eine Breite von 2 km, an der schmalsten Stelle sogar nur über etwa 500 m Breite. Teile des Sunderner Hügels sind noch heute bewaldet; vor allem auf dem nördlichen, „Langer Hügel“ bzw. niederdeutsch „Lange Hürbel“ genannten Teil stehen einige alte Bäume. Am Glockenturm (s. u.) stehen u. a. drei große und sehenswerte Bäume.

## Sehenswertes
Der Hügel ist zwischen 45 und 75,9 m hoch und liegt bis zu 35 m oberhalb des Umlandes. Der südliche Teil wird vom „Langen Hürbel“ durch den „Alten Postweg“ (L 770), eine bundesstraßenähnliche Hauptstraße getrennt, südlich dieser Straße findet man den Sunderner Glockenturm, einen 1850 errichteten Turm, dessen Läutwerk jahrhundertelang von Hand gezogen wurde. 1970 musste er der oben erwähnten L 770 weichen, aber er wurde auf dem „Glockenbrink“ wiedererrichtet und elektrifiziert. 1992 wurde er restauriert und ist nun das Wahrzeichen des Naturdorfes Sundern.

## Erhebungen
- unbenannter Punkt am Tegedamm: 75,9 m
- unbenannter Punkt am Glockenturm: 69,8 m
- Langer Hügel: 63,0 m
- unbenannter Punkt an der Gut-Steinbrink-Straße: 56,7 m
- unbenannter Punkt am Pöhlen: 48,3 m
- unbenannter Punkt am Alten Postweg: 47,5 m
- unbenannter Punkt am Pöhlen: 46,5 m

Im weiteren Sinne könnten noch weitere kleinere Erhebungen aufgeführt werden.

## Fließgewässer
Am Sunderner Hügel direkt gibt es keine Fließgewässer, nur der Große Dieckfluss, ein Nebenfluss der Großen Aue, passiert den Hügel in zirka 1 km Entfernung.

## Ortschaften
In näherer Umgebung des Sunderner Hügels findet man die Ortsteile der Gemeinde Stemwede:
- Stemwede-Sundern (rundherum)
- Levern (südöstlich)
- Niedermehnen (östlich)
- Westrup (nordöstlich)
- Arrenkamp (nördlich)
- Haldem (nordwestlich)

## Sonstiges
Der Sunderner Hügel besitzt eine „große Schwester“, den Leverner Hügel. Im weiteren Sinne kann den beiden noch der Desteler Hügel zugeordnet werden, der aber eher kein Hügel ist, da er sich nur um zirka 5 m aus der Umgebung erhebt.